# Striehlsche Waisenstiftung
Die Striehl'sche Waisenstiftung in Hannover war eine Mitte des 19. Jahrhunderts errichtete Stiftung, die zu den bedeutendsten in der Geschichte der Stadt Hannover zählt und bis in die 1970er Jahre Bestand hatte.

## Geschichte und Beschreibung
Die Striehlsche Waisenstiftung wurde aufgrund eines Testamentes des Königlich Hannoverschen Hofzimmermeisters Johann Heinrich Christian Striehl und dessen Ehefrau Charlotte, geborene Basse, im Januar 1857 gegründet. Die Stiftung diente, laut der Verfügung der Verstorbenen, dem „Unterhalt und der Erziehung armer ehelicher Kinder verstorbener Bürger der Stadt Hannover bis zu ihrer Konfirmation“.
In der von einem Gremium verwalteten Stiftung hatten entsprechend der Satzung unter anderem der jeweilige hannoversche Stadtdirektor oder Oberbürgermeister sowie der Vorsitzende des hannoverschen Bürgervorsteherkollegiums beziehungsweise des Stadtrates einen Sitz und eine Stimme. 1874 umfasste die Stiftung ein Kapital von 190.000 Talern. Die Stiftung hatte bis März 1973 Bestand.